# I Threes
Le I Threes furono un gruppo corale giamaicano composto da tre donne, famoso per aver collaborato con Bob Marley fin dal suo terzo album Natty Dread, in sostituzione agli originali coristi del gruppo di Bob (The Wailers): Peter Tosh e Bunny Wailer.

## Formazione
- Rita Marley - voce
- Judy Mowatt - voce
- Marcia Griffiths - voce